# Copa de España de fútbol sala femenino 2017
La Copa de España de Fútbol Sala Femenino de 2017  tuvo lugar  el 9 y el 11 de junio en Poyo (Galicia). Es la vigésima tercera edición de este campeonato español.
A la cita acudieron los ocho primeros clasificado en la liga regular. Los emparejamientos que han sido por clasificación. Así, el Futsi se medirá al octavo clasificado, el Majadahonda, mientras que el segundo lo hará contra el séptimo y así sucesivamente.
El Ourense Envialia C. F. se proclamó campeón por segunda vez en su historia al vencer al Atlético Madrid Navalcarnero por 3-2 en la prórroga tras empatar a 2.

## Participantes
- Atlético Madrid Navalcarnero
- Universidad de Alicante FSF
- AD Alcorcón FSF
- CD Burela FS Pescados Rubén
- Ourense Envialia C. F.
- Poio Pescamar FS
- Jimbee Roldán FSF
- Majadahonda F. S. F./Afar 4

## Organización

### Sede
El torneo se disputó en la ciudad de Poyo, en  El pabellón de A Seca, un recinto deportivo con capacidad para 1.500 espectadores.

## Resultados
|  | Cuartos de final   | Cuartos de final   |               |                 | Semifinales         | Semifinales         |  |                 | Final               | Final               |  |
|  | 9 de junio de 2017 | 9 de junio de 2017 |               |                 | 10 de junio de 2017 | 10 de junio de 2017 |  |                 | 11 de junio de 2017 | 11 de junio de 2017 |  |
|  |                    |                    |               |                 |                     |                     |  |                 |                     |                     |  |
|  |                    |                    |               |                 |                     |                     |  |                 |                     |                     |  |
|  | Atlético Madrid    | 3                  |               |                 |                     |                     |  |                 |                     |                     |  |
|  | Atlético Madrid    | 3                  |               |                 |                     |                     |  |                 |                     |                     |  |
|  | Majadahonda        | 1                  |               |                 |                     |                     |  |                 |                     |                     |  |
|  | Majadahonda        | 1                  |               | Atlético Madrid | 3                   |                     |  |                 |                     |                     |  |
|  |                    |                    |               | Atlético Madrid | 3                   |                     |  |                 |                     |                     |  |
|  |                    |                    | AD Alcorcón   | 2               |                     |                     |  |                 |                     |                     |  |
|  | AD Alcorcón        | 4                  | AD Alcorcón   | 2               |                     |                     |  |                 |                     |                     |  |
|  | AD Alcorcón        | 4                  |               |                 |                     |                     |  |                 |                     |                     |  |
|  | Poio Pescamar      | 1                  |               |                 |                     |                     |  |                 |                     |                     |  |
|  | Poio Pescamar      | 1                  |               |                 |                     |                     |  | Atlético Madrid | 2                   |                     |  |
|  |                    |                    |               |                 |                     |                     |  | Atlético Madrid | 2                   |                     |  |
|  |                    |                    | Ourense CF    | 3               |                     |                     |  |                 |                     |                     |  |
|  | Burela             | 2                  | Ourense CF    | 3               |                     |                     |  |                 |                     |                     |  |
|  | Burela             | 2                  |               |                 |                     |                     |  |                 |                     |                     |  |
|  | Ourense CF         | 3                  |               |                 |                     |                     |  |                 |                     |                     |  |
|  | Ourense CF         | 3                  |               | Ourense CF      | 1                   |                     |  |                 |                     |                     |  |
|  |                    |                    |               | Ourense CF      | 1                   |                     |  |                 |                     |                     |  |
|  |                    |                    | Univ Alicante | 0               |                     |                     |  |                 |                     |                     |  |
|  | Univ Alicante      | 7                  | Univ Alicante | 0               |                     |                     |  |                 |                     |                     |  |
|  | Univ Alicante      | 7                  |               |                 |                     |                     |  |                 |                     |                     |  |
|  | Jimbee Roldán      | 1                  |               |                 |                     |                     |  |                 |                     |                     |  |
|  | Jimbee Roldán      | 1                  |               |                 |                     |                     |  |                 |                     |                     |  |
|  |                    |                    |               |                 |                     |                     |  |                 |                     |                     |  |

### Cuartos

#### Atlético de Madrid Navalcarnero - Majadahonda F. S. F./Afar 4
| 9 de junio de 2017, 10:00 | Atlético Madrid                         | 3:1 (2:0) | Majadahonda F. S. F./Afar 4 | Pabellón Municipal A Seca, Poyo                                        |                                                                        |
|                           | Ju Delgado 4' 11' · Fabiana Ribeiro 40' | Reporte   | Sara Sanz 24'               | Asistencia: 500 espectadores Árbitro(s): Roldán Pérez y Otero Baltasar | Asistencia: 500 espectadores Árbitro(s): Roldán Pérez y Otero Baltasar |

#### CD Universidad de Alicante FSF - Jimbee Roldán FSF
| 9 de junio de 2017, 12:00 | Universidad de Alicante FSF                                                              | 7:1 (4:1) | Jimbee Roldán FSF   | Pabellón Municipal A Seca, Poyo                                       |                                                                       |
|                           | Elenita 2' 12' · Melli 3' · Mónica Castillo 8' · Ángela Mingot 31' 38' · Lara Terrés 37' | Reporte   | Consuelo Campoy 13' | Asistencia: 500 espectadores Árbitro(s): Rivas Fouz y Menéndez Nistal | Asistencia: 500 espectadores Árbitro(s): Rivas Fouz y Menéndez Nistal |

#### CD Burela FS Pescados Rubén - Ourense Envialia C. F.
| 9 de junio de 2017, 18:00 | CD Burela FS Pescados Rubén | 2:3 (0:2) | Ourense Envialia C. F.          | Pabellón Municipal A Seca, Poyo                                            |                                                                            |
|                           | Judith 38' · Cilene 40'     | Reporte   | Marta 4' · Antía 9' · Chiky 40' | Asistencia: 500 espectadores Árbitro(s): Darriba Villamor y Figueroa Veiga | Asistencia: 500 espectadores Árbitro(s): Darriba Villamor y Figueroa Veiga |

#### AD Alcorcón FSF - Poio Pescamar FSF
| 9 de junio de 2017, 20:00 | AD Alcorcón FSF                                                    | 4:1 (2:0) | Poio Pescamar FS | Pabellón Municipal A Seca, Poyo                                          |                                                                          |
|                           | Ana Rivera 7' · Isa García 11' · Vane Sotelo 24' · Anita Luján 40' | Reporte   | Patri Corral 37' | Asistencia: 700 espectadores Árbitro(s): Vilas López y Cardero Rodríguez | Asistencia: 700 espectadores Árbitro(s): Vilas López y Cardero Rodríguez |

### Semifinales

#### Atlético de Madrid Navalcarnero - AD Alcorcón FSF
| 10 de junio de 2017, 18:00 | Atlético Madrid                                            | 3:2 (0:1) | AD Alcorcón FSF                            | Pabellón Municipal A Seca, Poyo                                          |                                                                          |
|                            | Desirée Godoy 29' · Amelia Romero 30' · Marta Pelegrín 37' | Reporte   | Leticia Sanchez 14' (p.p) · Isa García 23' | Asistencia: 500 espectadores Árbitro(s): José Luis Rey y Mariano Pereira | Asistencia: 500 espectadores Árbitro(s): José Luis Rey y Mariano Pereira |

#### Ourense Envialia C. F. - CD Universidad de Alicante FSF
| 10 de junio de 2017, 20:00 | Ourense Envialia C. F. | 1:0 (0:0) | Universidad de Alicante FSF | Pabellón Municipal A Seca, Poyo                                           |                                                                           |
|                            | Bea Seijas 22'         | Reporte   |                             | Asistencia: 700 espectadores Árbitro(s): Carreira Romero y Salinas García | Asistencia: 700 espectadores Árbitro(s): Carreira Romero y Salinas García |

### Final
| 13          | Bandera de España | Estela          |  |
| 7           | Bandera de España | Leticia Sanchez |  |
| 9           | Bandera de Brasil | Ju Delgado      |  |
| 10          | Bandera de España | Ame Romero      |  |
| 21          | Bandera de Brasil | Desirée Godoy   |  |
| Entrenador: | Entrenador:       | Andrés Sanz     |  |

| 17          | Bandera de España | Vane Barbera    |  |
| 3           | Bandera de España | Chiky           |  |
| 5           | Bandera de España | Bea Seijas      |  |
| 10          | Bandera de España | Marta Rodríguez |  |
| 14          | Bandera de España | Sara Moreno     |  |
| Entrenador: | Entrenador:       | Oscar Vivián    |  |

| 4  | Bandera de España | Marta Pelegrín  |  |
| 11 | Bandera de Brasil | Fabiana Ribeiro |  |
| 12 | Bandera de España | Málika Lozano   |  |
| 14 | Bandera de España | Nerea Moldes    |  |
| 18 | Bandera de España | Maria Sanz      |  |

| 7  | Bandera de España | Rosángela Sousa |  |
| 8  | Bandera de España | Antía Pérez     |  |
| 15 | Bandera de España | Andrea Carid    |  |
| 19 | Bandera de España | Lucía Gómez     |  |

| Anotado | 11' | Nerea Moldes | 1-0 |
| Anotado | 19' | Ju Delgado   | 2-1 |

| Anotado          | 11' | Marta Rodríguez | 1-1 |
| Anotado · dpenal | 40' | Andrea Carid    | 2-2 |
| Anotado          | 44' | Lucía Gómez     | 2-3 |

| Amonestado |  | Ju Delgado                        |  |
| Amonestado |  | Leticia Sanchez                   |  |
| Amonestado |  | Maria Sanz                        |  |
| Amonestado |  | Málika                            |  |
| Amonestado |  | Fabiana Ribeiro                   |  |
| Expulsado  |  | Amelia Romero                     |  |
| Expulsado  |  | Alberto Arranz (2º Entrenador)    |  |
| Expulsado  |  | Borja Alcalde (Preparador físico) |  |
| Expulsado  |  | Adrián Vegue (Fisioterapeuta)     |  |

| Amonestado |  | Antía Pérez                      |  |
| Expulsado  |  | Sara Moreno                      |  |
| Expulsado  |  | Jandro Novoa (Preparador físico) |  |

| 13          | Bandera de España | Estela          |  |
| 7           | Bandera de España | Leticia Sanchez |  |
| 9           | Bandera de Brasil | Ju Delgado      |  |
| 10          | Bandera de España | Ame Romero      |  |
| 21          | Bandera de Brasil | Desirée Godoy   |  |
| Entrenador: | Entrenador:       | Andrés Sanz     |  |

| 17          | Bandera de España | Vane Barbera    |  |
| 3           | Bandera de España | Chiky           |  |
| 5           | Bandera de España | Bea Seijas      |  |
| 10          | Bandera de España | Marta Rodríguez |  |
| 14          | Bandera de España | Sara Moreno     |  |
| Entrenador: | Entrenador:       | Oscar Vivián    |  |

| 4  | Bandera de España | Marta Pelegrín  |  |
| 11 | Bandera de Brasil | Fabiana Ribeiro |  |
| 12 | Bandera de España | Málika Lozano   |  |
| 14 | Bandera de España | Nerea Moldes    |  |
| 18 | Bandera de España | Maria Sanz      |  |

| 7  | Bandera de España | Rosángela Sousa |  |
| 8  | Bandera de España | Antía Pérez     |  |
| 15 | Bandera de España | Andrea Carid    |  |
| 19 | Bandera de España | Lucía Gómez     |  |

| Anotado | 11' | Nerea Moldes | 1-0 |
| Anotado | 19' | Ju Delgado   | 2-1 |

| Anotado          | 11' | Marta Rodríguez | 1-1 |
| Anotado · dpenal | 40' | Andrea Carid    | 2-2 |
| Anotado          | 44' | Lucía Gómez     | 2-3 |

| Amonestado |  | Ju Delgado                        |  |
| Amonestado |  | Leticia Sanchez                   |  |
| Amonestado |  | Maria Sanz                        |  |
| Amonestado |  | Málika                            |  |
| Amonestado |  | Fabiana Ribeiro                   |  |
| Expulsado  |  | Amelia Romero                     |  |
| Expulsado  |  | Alberto Arranz (2º Entrenador)    |  |
| Expulsado  |  | Borja Alcalde (Preparador físico) |  |
| Expulsado  |  | Adrián Vegue (Fisioterapeuta)     |  |

| Amonestado |  | Antía Pérez                      |  |
| Expulsado  |  | Sara Moreno                      |  |
| Expulsado  |  | Jandro Novoa (Preparador físico) |  |

| Galicia                                   |
| Campeón Ourense Envialia C. F. 1.º título |

## Estadísticas

### Tabla de goleadoras
| Puesto                                     | Jugadora         | Equipo                       | Goles |
| ------------------------------------------ | ---------------- | ---------------------------- | ----- |
| 1                                          | Ju Delgado       | Atlético Madrid Navalcarnero | 3     |
| 2                                          | Isa García       | AD Alcorcón FSF              | 2     |
| 2                                          | Elena García     | Universidad de Alicante FSF  | 2     |
| 2                                          | Marta Figueiredo | Ourense Envialia C. F.       | 2     |
| 2                                          | Ángela Mingot    | Universidad de Alicante FSF  | 2     |
| Última actualización: 11 de junio de 2017. |                  |                              |       |